# ピーター・コーネル
ピーター・コーネル（Peter Cornell、1976年6月1日 - ）は、アメリカ合衆国・カリフォルニア州サンフランシスコ出身のバスケットボール選手である。ポジションはセンター。身長211cm、体重116kg。

## 来歴
ロヨーラ・メリーマウント大学卒業後、NBADL、CBAなどの米国内や、豪州NBL、欧州リーグでプレー。NBAのサマーリーグやトレーニングキャンプにも参加するが、契約には至らず。
2005年に来日し、新たに発足された福岡レッドファルコンズに入団するが、シーズン途中で解散。
2007年12月、日立サンロッカーズに入団した。
2008年、東芝ブレイブサンダースへ移籍。2009年、退団した。

## 人物
日立サンロッカーズの小野秀二コーチから、自分の仕事を忠実にこなすタイプであると評されている。また、俳優として60本以上のCM・映画に出演していた。